# Synagoge (Osterode)

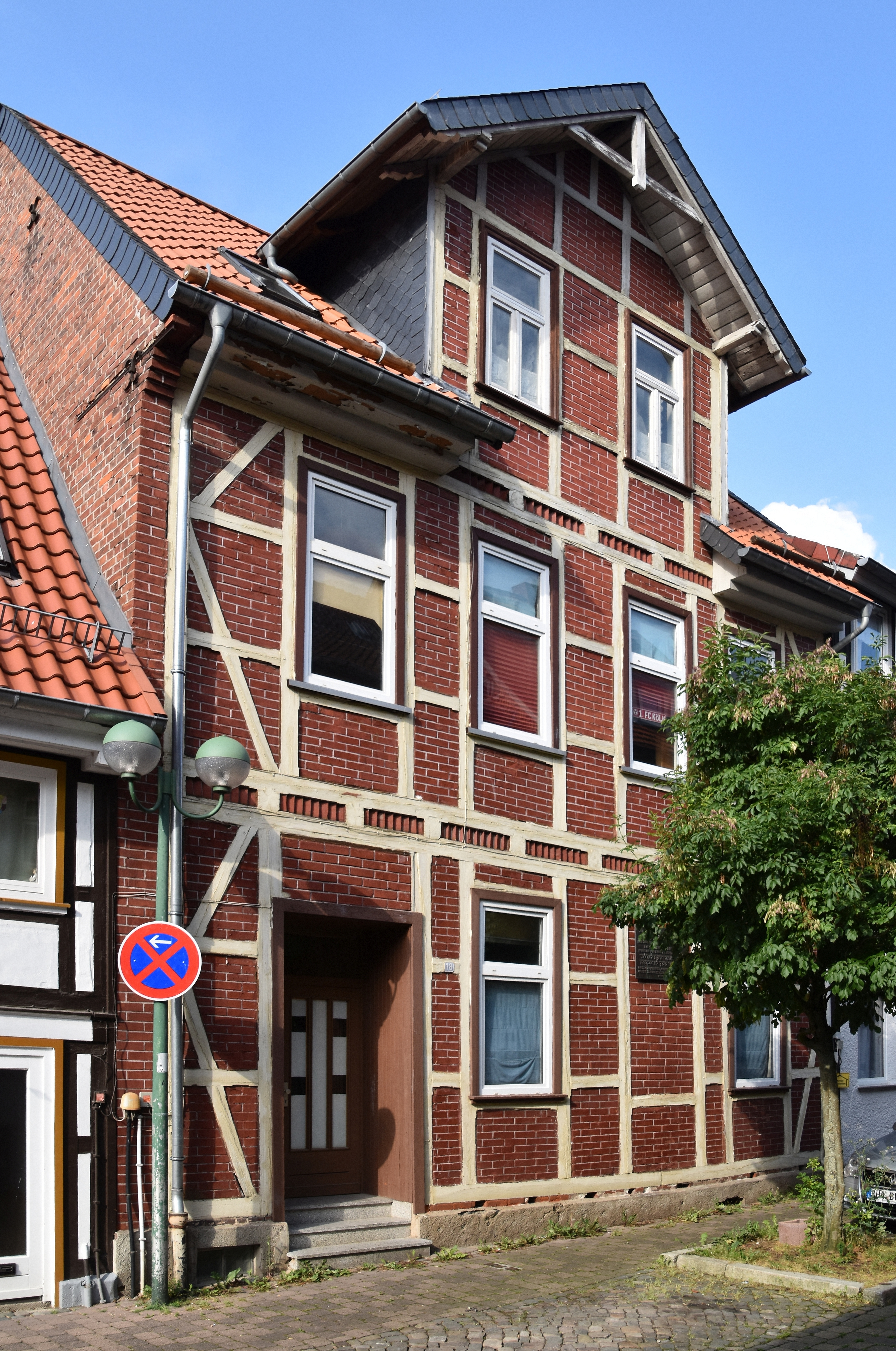
Osterode, Langer Krummer Bruch 18: Vorderhaus der Synagoge, ehemalige jüdische Schule

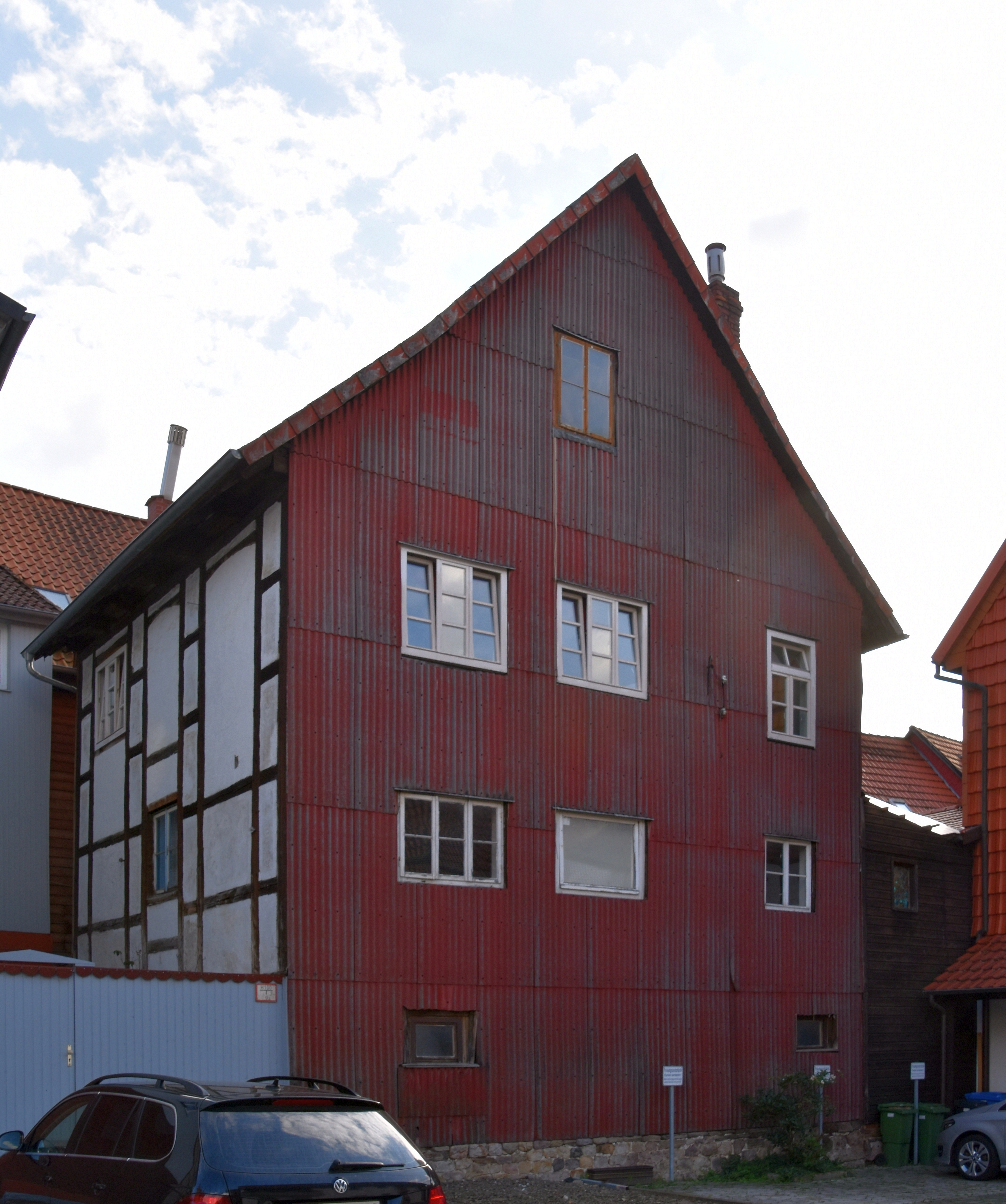
Synagogengebäude auf der Rückseite

Die ehemalige Synagoge in Osterode im Landkreis Göttingen wurde 1787/88 erbaut. Sie befindet sich an der Straße Langer Krummer Bruch als Hinterhaus zu Nr. 18. Das Ensemble aus Vorder- und Hinterhaus diente bis 1935 der jüdischen Gemeinde Osterode und wurde 1939 zwangsveräußert. Im Zuge wechselnder Nachnutzungen wurde eine hölzerne Zwischendecke in der ehemaligen Synagoge eingezogen.

## Synagoge im Hinterhaus
Es gab zu dieser Synagoge einen Vorgängerbau, ein privates Bethaus des Lazarus Herz. Herz stammte aus Fulda und kam 1671 mit einem Schutzbrief nach Osterode. Seine Erben verkauften das mittlerweile baufällige Gebäude samt Inventar um 1780 an die jüdische Gemeinde.
Schmul Ephraim ließ daraufhin die ursprünglich freistehende Synagoge in den Jahren 1787 bis 1788 als Fachwerk-Saalbau auf massivem Untergeschoss errichten. Der Innenraum war nur 7,40 × 8,80 m groß und besaß eine Muldendecke. Das steinerne Untergeschoss nahm Stallungen und Wirtschaftsräume auf. (Es besteht eine Ähnlichkeit zu zeitgenössischen Wirtshäusern, die ebenfalls oft als Fachwerk-Saalbauten auf massivem Untergeschoss gebaut wurden.) Im Westen befand sich eine Frauenempore, an der Ostwand der Toraschrein in einem erkerartigen Ausbau, von dem noch Spuren (Zapfenlöcher) erkennbar sind. Über dem ehemaligen Toraschrein befindet sich bis heute ein kleines Fenster.

## Jüdische Schule und Lehrerwohnung im Vorderhaus

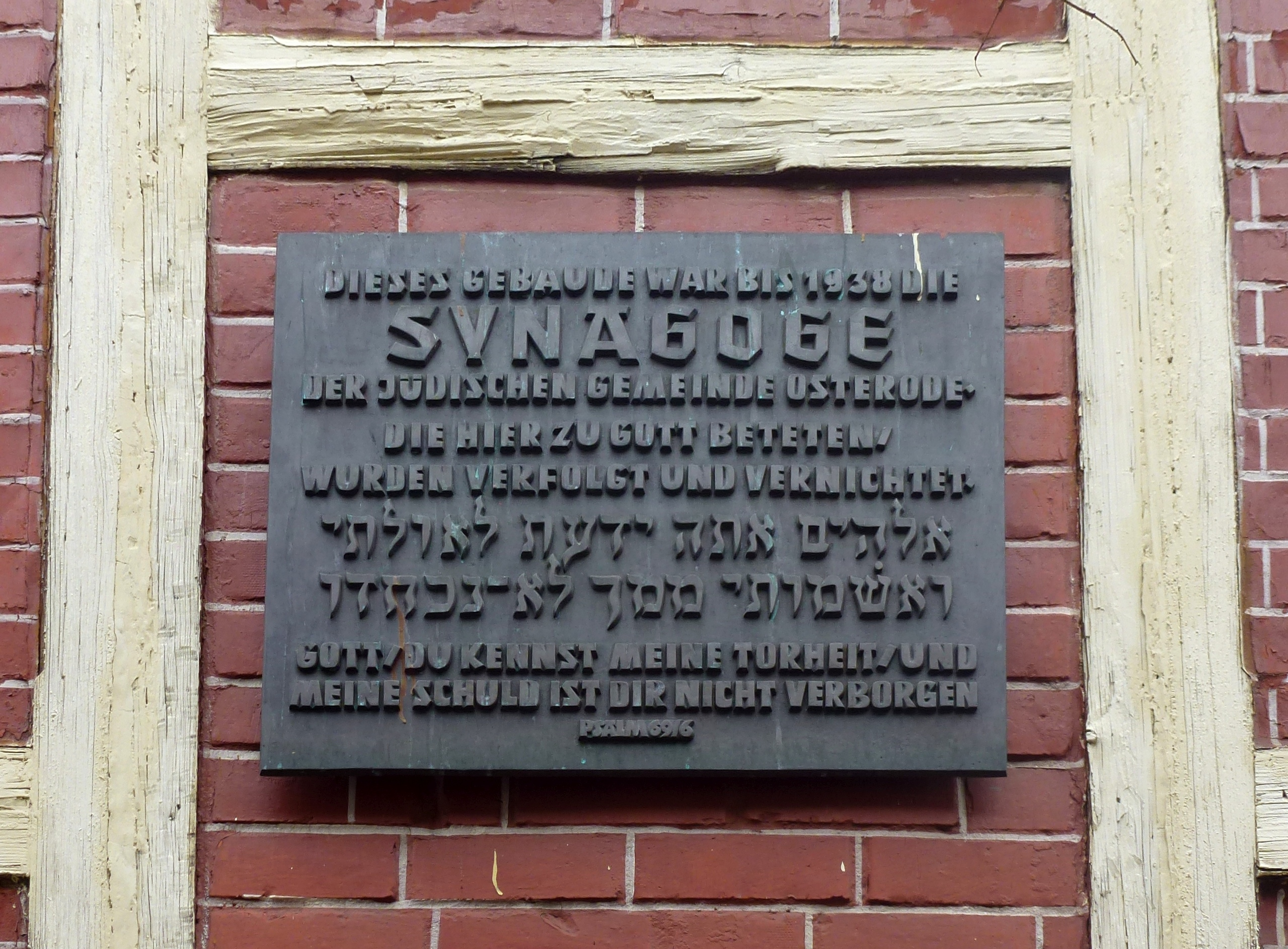
Gedenktafel

Das zweigeschossige, historistische Fachwerkhaus mit ausgeziegelten Gefachen wurde 1893 von der jüdischen Gemeinde neu erbaut. Ein gleichzeitig errichteter Verbindungsbau mit Treppenhaus verband Vorder- und Hinterhaus.
Eine Gedenktafel aus Bronze verweist am Vorderhaus auf die Geschichte des Baudenkmals:
| „Dieses Gebäude war bis 1938 die S Y N A G O G E der jüdischen Gemeinde Osterode. Die hier zu Gott beteten, wurden verfolgt und vernichtet. אלהים אתה ידעת לאולתי ואשמותי ממך לא־נכחדו Gott, Du kennst meine Torheit / und meine Schuld ist Dir nicht verborgen. Psalm 69 / 6.“ |